# 2012 w informatyce
Kalendarium informatyczne 2012 roku
- 10–13 stycznia – odbyły się targi Consumer Electronics Show 2012[1].
- 19 stycznia – Departament Sprawiedliwości Stanów Zjednoczonych zamknął serwis Megaupload.com[2].
- 25 stycznia – wydano wersję stabilną 3.2.2 jądra Linux[3].
- 30 czerwca – we Francji zakończono obsługiwanie systemu Minitel[4].
- 1 sierpnia – Microsoft wydał przeglądarkę internetową Internet Explorer 10[5].
- październik – Microsoft wydał system operacyjny Windows 8[6].
- 21 grudnia – teledysk do piosenki „Gangnam Style” został pierwszym klipem wideo na YouTube, który osiągnął miliard wyświetleń[7].
- Współpracujący z Google Inc Jeff Dean i Andrew Ng nauczyli sieć neuronową rozpoznawać koty na obrazach[8].